# Collezione di antichità di Luigi XIV
La collezione di antichità di Luigi XIV è un vasto insieme di statue romane antiche e copie di antiche sculture presenti alla Reggia di Versailles e collezionati da Luigi XIV già prima della sua ascesa al trono.
Spazio ideato per mostrare il potere assoluto del re, Versailles rappresentava un programma politico prima ancora che un fatto estetico. La collezione riunita pertanto dal re nei giardini e nel castello, era parte di questo programma: stupire e comparare l'immagine del sovrano francese agli imperatori della Roma antica.

## Contesto
Il possesso di opere antiche era una pratica comune tra l'aristocrazia dell'epoca ma per il re di Francia era innanzitutto un "gioco" politico e culturale. Primi esperimenti di questa pratica erano iniziati già all'epoca di Francesco I, Enrico II, Richelieu e Mazzarino con l'idea che l'antichità legittimasse l'immagine politica del monarca e concorresse ad evidenziare le sue qualità di collezionista ed amante delle belle cose, il che dipendeva ovviamente anche dalla qualità delle opere collezionate e dalla loro antichità che erano nel contempo segno di gusto e raffinatezza oltre che di preziosità. A partire dal castello e dai giardini di Versailles, era comunissima la figura del trofeo militare che ravvicinava l'epoca di Luigi XIV a quella di Augusto.

## Antichità e politica: Versailles, la novella Roma

### Le antichità a palazzo

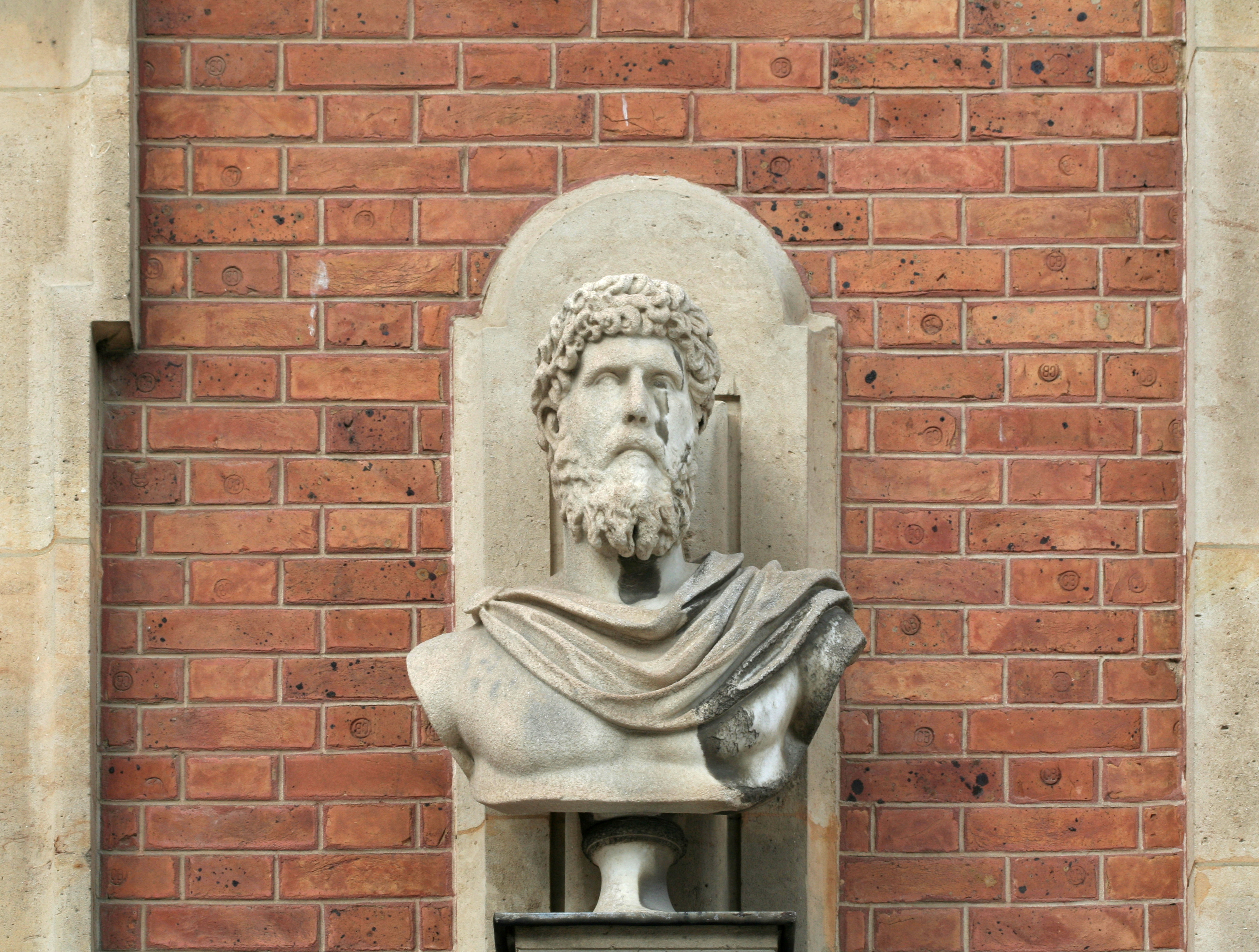
Busto di Lucio Vero nella cour royale della reggia.

La question del posizionamento delle statue parte della collezione reale condizionarono spesso l'architettura della reggia in quanto esse dovevano apparire perfettamente visibili ed impressionare il pubblico che le ammirava come espressione dell'ambizione politica del re. Alcuni luoghi divennero dei veri e propri santuari dell'antichità. È questo il caso della cour de marbre e della cour royale. I primi busti posti ad ornare la facciata della futura cour de marbre vennero posti nel 1665. Nel 1685 i busti erano già divenuti ventiquattro. Alcuni di quelli erano di fabbricazione moderna, ma erano realizzati secondo i canoni antichi.. La loro funzione era doppia: da una parte, animare la facciata architettonica, dall'altra legittimare il potere reale e porlo in continuazione con quello dei gloriosi imperatori di Roma.
All'interno del castello, l'impiego delle statue dipendeva dalla loro iconografia, dal loro valore e dalla loro provenienza. La grande galleria, altro luogo strategico del castello, serviva come scrigno per le statue antiche particolarmente importanti. Sulla parete nord, in pendant al Bacco detto di Versailles, la Venere d'Arles venne posta presso l'arcata d'ingresso al Salone della Guerra verso la finestra. Posta in loco nell'aprile del 1685, poco tempo dopo la sua scoperta, fu oggetto per l'epoca di vari studi. Nel medesimo periodo vennero piazzati nel medesimo ambiente otto busti dei dodici cesari realizzati in porfido. Questa serie proveniva dalla collezione Mazzarino ed erano stati realizzati a Roma nel XVII secolo ma potrebbero essere anche più antichi. Questi vennero disposti nei saloni dell'Abbondanza e di Diana prima della risistemazione degli appartamenti nel 1682. Nel Salone della Pace, una Urania e una Vestale provenienti dalla collezione reale. Le quattro nicchie centrali della galleria vennero ornate secondo la disposizione del 1661. La Diana di Versailles,  donata da papa Paolo IV a Enrico II, fu la prima a trovare spazio in quel luogo. Davanti venne posta la Venere di Troade. Nelle altre nicchie trovarono posto un Germanico dalla collezione del principe Savelli acquistato a Roma nel 1685, ed una Pudicizia scoperta a Benghazi e portata dal console francese in Cirenaica.

### Les antiques dans les jardins

#### Originali
Prima del 1672, due erano le sculture nei primi giardini di Versailles a provenire dalla collezione Mazzarino:: il Fauno greco e il Fauno romano, installati nel boschetto del Delfino e della Girandola rispettivamente. Dagli anni '80 del Seicento, ad ogni modo, la funzione di Versailles come residenza di stato del sovrano cambiò radicalmente e pertanto anche il suo assetto. Nel 1681, parallelamente alla grande galleria, il bassin du Miroir-d'Eau ed il bosquet de la Galerie-d’Eau, acquisirono rispettivamente sei e ventiquattro statue di cui alcune copie altre originali. L’asse determinato dalla grande prospettiva, favorirono il crescere di sculture antiche o di copie di sculture famose o ancora di lavori moderni realizzati in chiave antica. A ovest, il Bassin d'Apollon ed il grand canal, erano circondati da sette statue tutte antiche ad eccezione dell’Orfeo realizzato da Franqueville. Nel 1680 la reggia acquisì due state antiche, il Giove di Smirne e la Giunone di Smirne che vennero posti sul Tapis vert con l'intervento dello scultore Louis Garnier e probabilmente anche di Simon Mazière, nel 1686-1687.

#### Copie

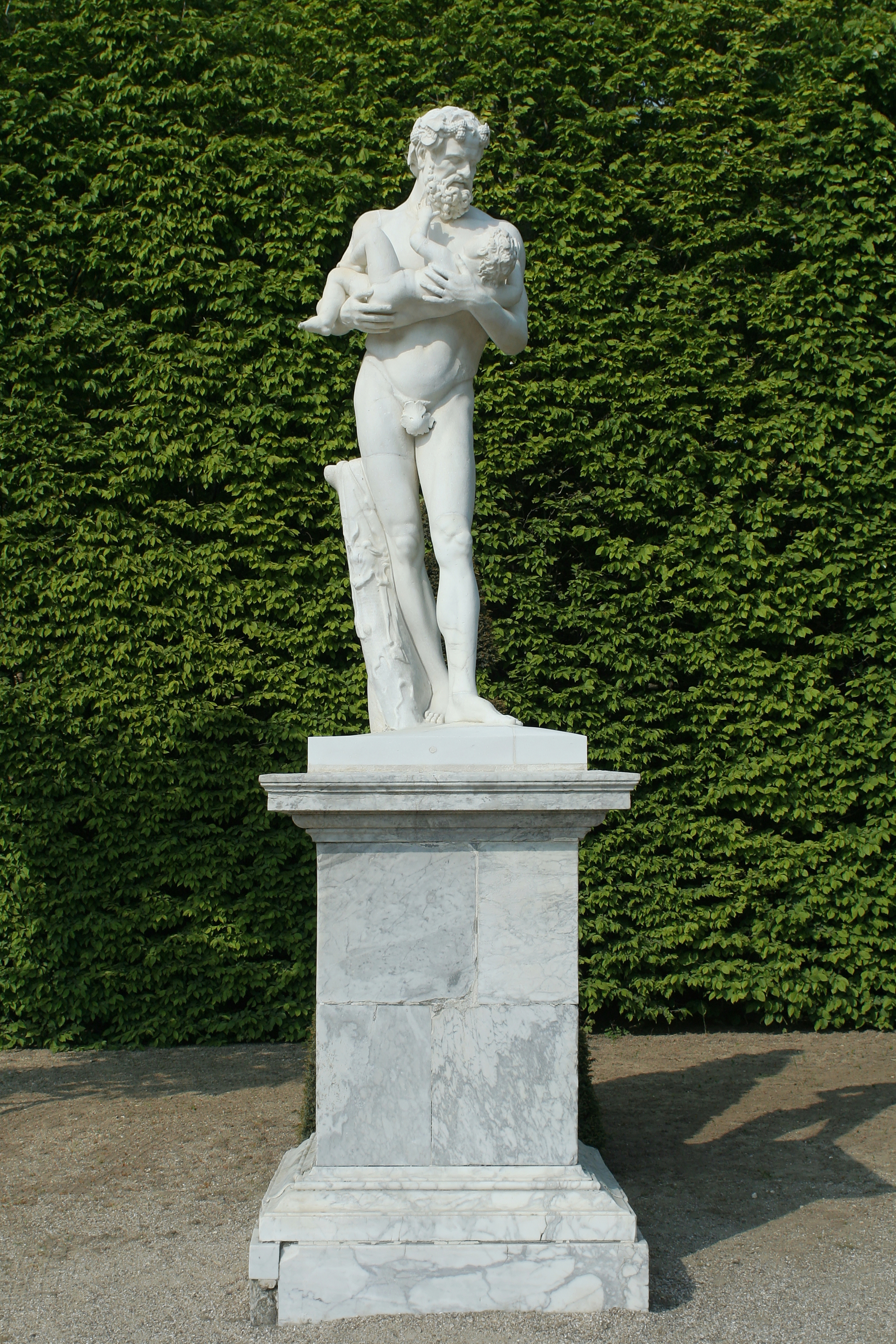
Sileno che porta il giovane Bacco

La sempre maggiore difficoltà nel reperire opere autentiche antiche può in parte giustificare il fiorire di copie di statue antiche presenti nei giardini di Versailles. Diciassette copie di statue antiche realizzate dagli alunni dell'Accademia francese a Roma vennero esposte tra il 1683 ed il 1688 nel parterre di Latona. Questi furono realizzate a Roma dalle opere originali o da versioni antiche o a Parigi dai modelli in gesso conservato nella Salle des Antiques del palais Brion che riproducevano a loro volta le opere del Belvedere vaticano tra cui l’Antinoo del Belvedere di Pierre Legros; L' Apollo del Belvedere di Pierre Mazeline; l’Antinoo del Belvedere di Lacroix; Commodo nelle vesti di Ercole di Nicolas Coustou) ; l’Urania del Campidoglio di Martin Carlier; L’Urania del Campidoglio di Nicolas Frémery) della collezione Medici di Firenze; Mercurio di Barthélémy de Mélo; Bacco di Pierre Granier; Ganimede di Pierre Laviron; della collezione Farnese (Prigioniero barbaro, detto anche Tigrane, di Matthieu Lespagnandelle; prigioniero barbaro detto anche Tiridate di Antoine André; Venere callipige di Jean-Jacques Clérion), della collezione Borghese (Sileno che porta il giovane Bacco di Simon Mazière; Fauno col flauto di Simon Hurtrelle; Ninfa con conchiglia di Antoine Coysevox), della collezione Mattei (Cerere detta anche Faustina, di Thomas Regnaudin) e dei Ludovisi (Gladiatore morente di Michel Monier).
Il parterre dalla nuova orangerie di Jules Hardouin-Mansart, un vero museo all'aria aperta, presentava all'epoca alcune copie di statue famose. Posti nella « Grande Commande » nel 1687 furono invece delle copie della Vedere Medici e dell' Adone. Al centro del parterre, presso il bacino circolare, venne posto nel 1685 una scultura in bronzo realizzata dai fratelli Keller rappresentante la Diana di Versailles nel 1684.

#### Opere moderne d'ispirazione antica

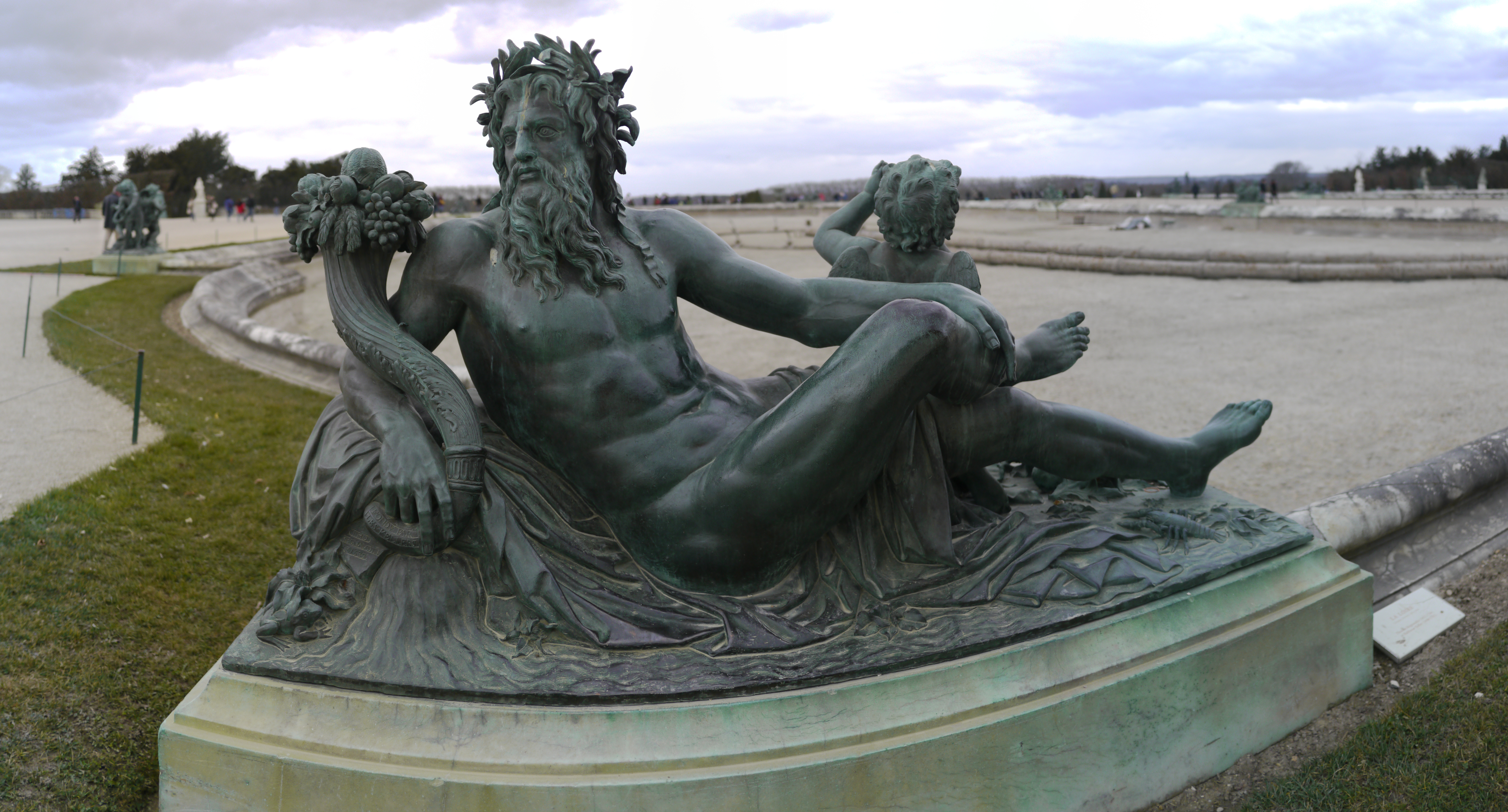
La Loire, situata sul parterre d'eau.

Il Parterre d’eau, situato all'estremità orientale della grande prespective, offriva una variazione sul tema dell'antico. Le allegorie dei corsi d'acqua della francia furono citazioni discrete delle statue antiche del Tigri e del Nilo conservate presso il Palazzo del Belvedere a Roma. Il 1683 vide l'installazione di due statue antiche provenienti dalla collezione Granvelle di Besançon : il torso di Giove trasformato da Jean Drouilly venne posto nel Bosquet de l'Étoile, mentre il busto di Giunone venne posto nel bosquet du Théâtre d'eau.

## Moderno e antico: fascino e rivalità
Il fascino per l'antico non si fermava al collezionismo. Plusieurs alternatives permettaient alors d’offrir une «vision de l’Antiquité». Le opere erano considerate un tempo come l'esaltazione dell'antichità e dei suoi valori in riflesso ai tempi moderni.. Fu questo il caso della Venere di Arles, restaurata e completata nei pezzi mancanti da François Girardon. Questo tipo di intervento di aggiunte, molto comune all'epoca, era un tentativo se vogliamo di rivaleggiare con gli antichi. Altro gesto significativo fu quello compiuto da Antoine Coysevox : a partire dal 1685, due copie di antiche statue celebri vennero poste al Parterre d’eau ed al Parterre du Nord. Si trattavano del Romolo copiato da Giovanni Battista Foggini a Firenze, e della Venere accovacciata, libera interpretazione di quelle delle collezioni Medici e Borghese che Coysevox firmò a nome di Fidia. Fu un gesto audace ma erudito ed un riferimento ad un testo di Pausania che descrivere una Venere e la tartaruga scolpita da Fidia appunto. L'idea trasmessa dallo scultore era il fascino di poter riportare in essere un'opera antica anche se "inventata" con il pieno rispetto dei classici e l'immaginazione di come potesse apparire un'opera perduta.